# Fêtes communautaires (Campo Maior)
Dans la ville du Portugal de Campo Maior, les fêtes communautaires consistent à décorer les rues de fleurs en papier. Les préparatifs durent neuf mois. En 2021, cette fête intègre la liste représentative du patrimoine culturel immatériel de l'humanité établie par l'UNESCO. 

## Histoire
Campo Maior est une localité dont le nom est d'origine romaine. En 1297, par le traité d'Alcañices, elle devient portugaise et se sépare donc politiquement de l'évêché espagnol de Bajadoz. De fin août à début septembre y a lieu la Festa das Flores, la Fête des Fleurs, aussi nommée Festas da Povo (fêtes populaires). Lorsqu'elle apparut au 16e siècle, elle était en l'honneur de São João Baptista, saint-patron de la ville, les décorations de rue ayant commencé en 1897. En 1921, la fête change d'appellation et n'a plus officiellement lieu en l'honneur de Saint Jean-Baptiste. 

## Organisation
L'évènement se déroule à une fréquence plus rare qu'annuellement. Un chef de rue est désigné, en janvier, pour préparer la fête. Les habitants choisissent ensemble les couleurs des décorations florales, puis, pendant neuf mois, les fleurs en papier sont fabriquées. La décoration reste secrète jusqu'à la nuit de l’enramação. Les formes, couleurs et motifs des fleurs sont variés. La fabrication a lieu la nuit, chez des membres de la communauté ou dans des entrepôts. 

## Pratiques de sauvegarde
En 2021, l'UNESCO intègre cette pratique sur la liste représentative du patrimoine culturel immatériel de l'humanité. C'est l’Associação das Festas do Povo de Campo Maior qui organise cet évènement. Le dernier à être organisé avant 2022 a lieu en 2015. Lors de la crise sanitaire liée au COVID-19, la fête ne fut pas organisée.
D'après la description officielle de l'UNESCO, créativité et appartenance à la communauté sont renforcées, ainsi qu'une forme d'émulation amicale. Les différences sociales s'effacent.   